# WSB Be 4/4 (15-27)
De Be 4/4 is een elektrisch treinstel bestemd voor het regionaal personenvervoer van de Wynental en Suhrentalbahn (WSB).

## Geschiedenis
De treinen werden bij Schweizerische Wagon- und Aufzugfabrik (SWS), SIG Holding uit Neuhausen en Brown, Boveri & Cie uit Baden ontworpen en gebouwd.

### Nummers
Het treinstel Be 4/4 nr: 18 werd door een brand verwoest.

## Constructie en techniek
Het treinstel is opgebouwd uit een stalen frame. Deze treinen kunnen tot drie stuks gecombineerd rijden. De nieuw gevormde lagevloer rijtuigen ABt 51 - 61 zijn opgebouwd uit een aluminium frame. Deze rijtuigen zijn permanent aan deze motorwagens gekoppeld.

## Treindiensten
De treinen werden door Wynental en Suhrentalbahn (WSB) ingezet op het traject:
- Spoorlijn Aarau - Schöftland, Suhrentalbahn
- Spoorlijn Aarau - Menziken, Wynentalbahn

## Foto's

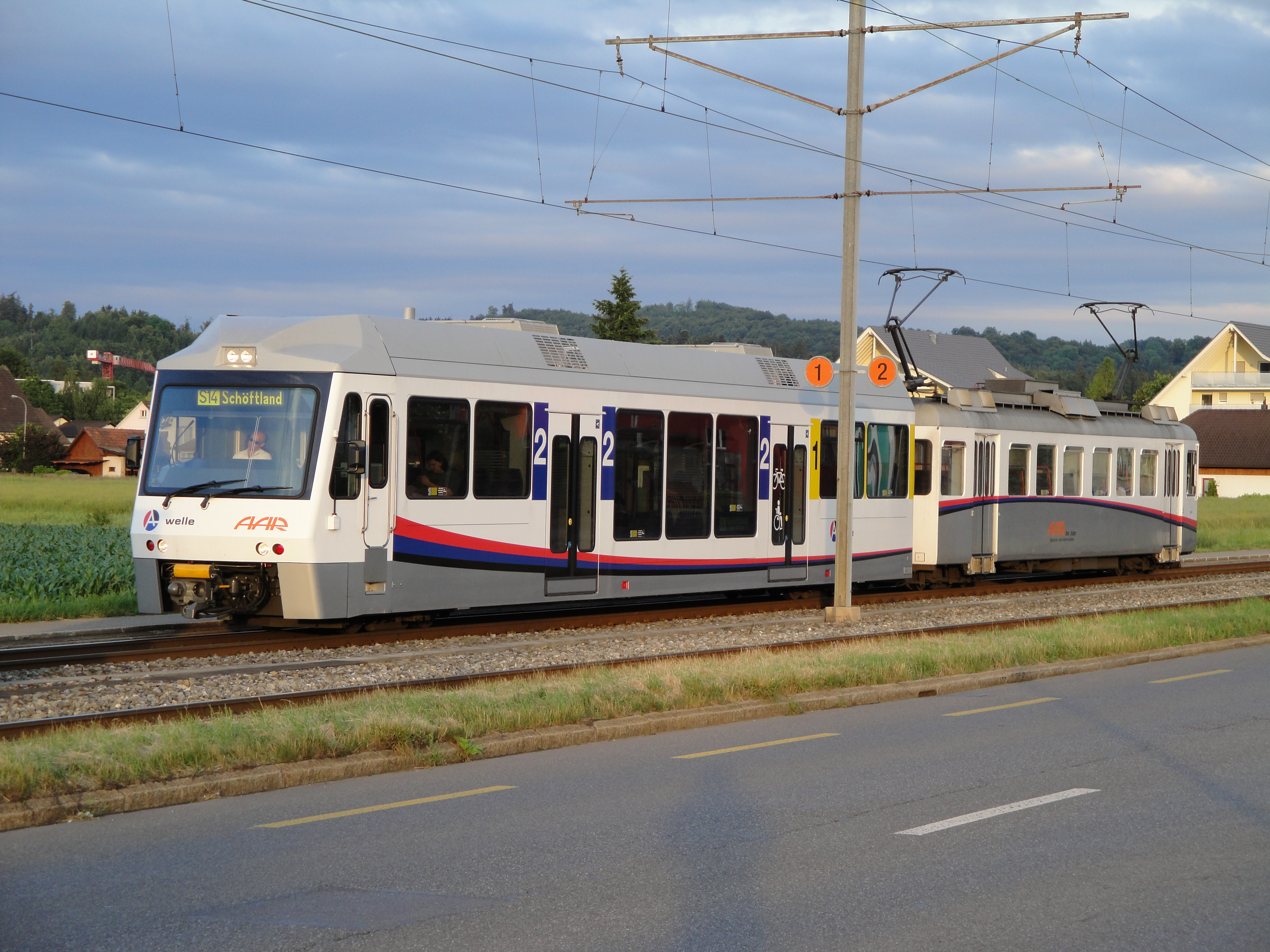
Bt 51 en Be 23 op 16 juni 2009 tussen Suhr en Aarau

vroeger Aarau-Schöftland-Bahn en Wynentalbahn

Elektrisch: treinstel (A)Be 4/8 · BDe 4/4 (09-14) · BDe 4/4 (15-27)

Rijtuigen: rijtuigen type B / Bt / BDt · ABt